# Deborah Lee
Deborah "Deb" Helen Lee (eerder bekend als Deb Scott), gespeeld door actrice Barbara Alyn Woods, is een personage uit de televisieserie One Tree Hill.

## Biografie
Deb Scott is de labiele vrouw van Dan Scott. Samen hebben ze een zoon; Nathan.

## Seizoen 1
Wanneer Deb terugkomt van een zakenreis, maakt ze zich zorgen om de verandering van Nathans gedrag. Ze stopt met haar baan en besluit haar thuissituatie te verbeteren. Wanneer Deb bevriend raakt met Karen Roe, Dans ex-vriendin, wil Dan er alles aan doen om dit te stoppen. Deb neemt Karens café over wanneer zij verblijft in Italië.
Wanneer Nathan amfetamine neemt door de druk die zijn vader op hem legt en inzakt tijdens een wedstrijd, wordt Deb razend op Dan. Wat ze nog erger vindt, is dat hij haar niet belde dat haar zoon in het ziekenhuis lag. Uit woede gooit ze haar man het huis uit. Als ze beseft dat Dan nooit zal veranderen, vraagt ze een scheiding aan.
Dan wil dit niet en dreigt haar een geheim uit het leven te vertellen aan Nathan als ze van hem scheidt. Deb, die onder druk wordt gezet, besluit zelf aan Nathan te zeggen dat ze ooit een affaire met een andere man heeft gehad. Nathan voelt zich niet meer op zijn gemak thuis en besluit op zichzelf te wonen.
Na nog een verhouding besluit Dan Deb haar scheiding te geven. Wanneer hij haar betrapt met zijn broer Keith, krijgt hij een hartaanval. Deb voelt zich verschrikkelijk. Dit wordt versterkt wanneer Dan zegt dat ze maar beter kan hopen dat hij sterft.

## Seizoen 2
Deb besluit weer te herenigen met haar man uit schuldgevoel, hoewel ze nooit meer gelukkig worden. Wanneer Nathan trouwt met Haley James, kan Deb dit niet accepteren, waardoor ze haar relatie met haar zoon verpest.
Wanneer Lucas Scott bij Dan intrekt, betrapt hij Deb op het nemen van pijnstillers. Hij confronteert haar ermee, maar Deb vertelt hem dat hij zich moet bemoeien met zijn eigen zaken. Vervolgens ontwikkelt ze een verslaving in het geheim.
Wanneer Nathan opzettelijk een auto-ongeluk krijgt, biedt Deb aan bloed te doneren. Wanneer blijkt dat ze dit niet mag doen omdat er te veel drugs in haar lichaam wordt aangetroffen, besluit ze naar een afkickkliniek te gaan.
Wanneer ze wordt ontslagen van haar kliniek, ontdekt Deb dat Dan aan Nathan vertelde dat Deb een verslaving aan pillen kreeg door hem, wat niet de waarheid was. Deb ziet vuur van woede en haalt Nathan over om met haar de stad te verlaten en ergens een nieuw leven te beginnen. Echter, wanneer Lucas ontdekt dat Dan illegaal geld incasseert en hem wil aangeven bij de politie, chanteert Dan Deb dat hij zal vertellen dat Deb erbij betrokken was, waarna Deb Tree Hill niet kan verlaten.
In het tweede seizoen openen Deb en Karen ook de club Tric.

## Seizoen 3
Wanneer Dan bijna overlijdt tijdens een brand, neemt ze hem terug in huis. Als Dan niet veel later een campagne begint om burgemeester te worden, belooft hij haar vrijheid en een scheiding als ze hem helpt. Ze accepteert, maar helpt tegelijkertijd ook Karen, die tegen Dan strijdt.
Lucas vertelt aan Deb dat hij weet dat Deb de brand stichtte waarin Dan bijna overleed. Deb weet dat haar leven verwoest kan worden en besluit te vluchten. Ze komt terug om de waarheid te vertellen aan Nathan. Nathan kan niet accepteren wat Deb heeft gedaan, waarna ze opnieuw vertrekt.
Deb keert terug naar Tree Hill wanneer Keith overlijdt. Hier steunt ze Karen, die niet over zijn dood heen kan komen. Tijdens Nathan en Haleys tweede huwelijk vertelt Dan aan Deb dat hij denkt dat Keith hem probeerde te vermoorden via de brand. Deb, die niet wil dat Keith zwart wordt gemaakt, vertelt de waarheid.

## Seizoen 4
Dan is razend op Deb en dreigt haar ook te vermoorden. Deb voelt zich niet meer veilig. Ze krijgt opnieuw een verslaving aan pillen en koopt een pistool om zichzelf te kunnen verdedigen tegen Dan. Haar pistool gaat per ongeluk af in Karens café, waarna Karen haar samenwerking beëindigt.
Karen ontdekt ook Debs verslaving aan pillen en dwingt haar, samen met de familie Scott, terug te gaan naar een afkickkliniek. Deb is kwaad en ontslaat Karen van Tric. Echter, wanneer ze de gevangenis in moet wegens het kopen van een enorm aantal pillen bij de apotheek, betaalt Dan haar borg. Hij dwingt haar wel Tric toe te eigenen aan Karen.
Deb raakt gedeprimeerd. Ze verliest opnieuw Nathans vertrouwen wanneer hij per ongeluk een zwangere Haley opzij duwt. Wanneer Dan haar vertelt dat hij nooit van haar heeft gehouden, krijgt ze een overdosis. Dan brengt haar echter naar het ziekenhuis voordat het fataal wordt.
Nathan en Haley besluiten in te trekken bij Deb om haar te helpen. In de seizoensfinale vindt Deb eindelijk geluk in haar rol als grootmoeder, ze is niet meer verslaafd aan pillen en wil de kleinzoon goed verzorgen en goed opvoeden.